# Đảng ủy Bộ Tài chính Đảng Cộng sản Việt Nam
Đảng ủy Bộ Tài chính hay còn được gọi là Ban chấp hành Đảng bộ Bộ Tài chính là cấp ủy trực thuộc Đảng ủy Khối các cơ quan Trung ương của Đảng Cộng sản Việt Nam. Đây cơ quan lãnh đạo cao nhất của Đảng bộ Bộ Tài chính giữa hai nhiệm kỳ Đại hội, có chức năng lãnh đạo, kiểm tra, giám sát các tổ chức cơ sở đảng trực thuộc phát huy vai trò hạt nhân chính trị, lãnh đạo cán bộ đảng viên và cán bộ, công chức, viên chức, người lao động chấp hành Cương lĩnh chính trị, Điều lệ, nghị quyết, chỉ thị của Đảng, chính sách, pháp luật của Nhà nước, nghị quyết của cấp ủy cấp trên, của Đảng ủy, bảo đảm hoàn thành tốt nhiệm vụ chính trị của Ngành, của cơ quan đơn vị. Xây dựng Đảng bộ trong sạch vững mạnh gắn với xây dựng chính quyền và các đoàn thể trong cơ quan Bộ Tài chính vững mạnh.

## Lịch sử
Đảng bộ Bộ Tài chính được thành lập theo Quyết định 805-QĐ/ ĐUK ngày 14/5/2009 của Đảng uỷ Khối các cơ quan Trung ương, là đảng bộ cấp trên cơ sở.
Đảng bộ Bộ Tài chính hiện nay bao gồm 48 đảng bộ, chi bộ đầu mối; với 13 đảng bộ cơ sở, trong đó có 06 đảng bộ được giao một số quyền của đảng bộ cấp trên cơ sở; 02 đảng bộ bộ phận; 21 chi bộ trực thuộc; 13 chi bộ cơ sở; 28 tổ chức Đảng là đơn vị hành chính nhà nước; 06 tổ chức Đảng là đơn vị sự nghiệp; 08 tổ chức Đảng là doanh nghiệp Nhà nước; 05 công ty cổ phần; 01 hiệp hội, với tổng số gần 3.500 đảng viên. Các tổ chức đảng trực thuộc tập trung chủ yếu ở Thành phố Hà Nội, ngoài ra còn ở một số tỉnh, thành trong cả nước. Đảng bộ có số lượng đảng viên đông nhất là 846; chi bộ có số lượng đảng viên ít nhất là 4.

## Chức năng nhiệm vụ
Đảng bộ Bộ Tài chính trực thuộc Đảng bộ Khối các cơ quan Trung ương có chức năng lãnh đạo, kiểm tra, giám sát các tổ chức cơ sở đảng trực thuộc phát huy vai trò hạt nhân chính trị, lãnh đạo đảng viên và cán bộ, công chức, viên chức, người lao động chấp hành Cương lĩnh chính trị, Điều lệ Đảng, đường lối, chủ trương của Đảng, chính sách, pháp luật của Nhà nước, nghị quyết của cấp ủy cấp trên, bảo đảm hoàn thành tốt nhiệm vụ chính trị của cơ quan, đơn vị; Xây dựng đảng bộ, chi bộ trong sạch, vững mạnh gắn với xây dựng chính quyền và các đoàn thể trong cơ quan, đơn vị vững mạnh.
Đảng bộ Bộ Tài chính có nhiệm vụ lãnh đạo thực hiện nhiệm vụ chính trị; Lãnh đạo công tác chính trị, tư tưởng; Tham gia công tác tổ chức, cán bộ; Xây dựng tổ chức đảng; Lãnh đạo các đoàn thể quần chúng;
Đảng bộ Bộ Tài chính được thực hiện các quyền của cấp ủy cấp trên trực tiếp tổ chức cơ sở đảng theo quy định của Điều lệ Đảng và quy định của Ban Chấp hành Trung ương; được quyết định thành lập, giải thể, chia tách, sáp nhập, kiện toàn các tổ chức đảng trực thuộc; chỉ định, chuẩn y cấp ủy, ủy ban kiểm tra; phát thẻ, quản lý thẻ đảng viên, công nhận đảng viên chính thức; quyết định kết nạp lại đảng viên sau khi được Ban Thường vụ Đảng ủy Khối các cơ quan Trung ương đồng ý bằng văn bản; ủy quyền cho đảng ủy cơ sở quyết định kết nạp, khai trừ đảng viên khi có đủ điều kiện; quyết định về khen thưởng, kỷ luật đảng viên theo quy định

## Tổ chức
- Văn phòng
- Ban Tổ chức
- Ban Tuyên giáo
- Ban Dân vận
- Uỷ ban Kiểm tra
- Các Đảng ủy, chi ủy trực thuộc

## Đảng ủy hiện nay
| Ban Thường vụ Đảng bộ ủy Bộ Tài chính nước Cộng hòa xã hội chủ nghĩa Việt Nam | Ban Thường vụ Đảng bộ ủy Bộ Tài chính nước Cộng hòa xã hội chủ nghĩa Việt Nam | Ban Thường vụ Đảng bộ ủy Bộ Tài chính nước Cộng hòa xã hội chủ nghĩa Việt Nam | Ban Thường vụ Đảng bộ ủy Bộ Tài chính nước Cộng hòa xã hội chủ nghĩa Việt Nam | Ban Thường vụ Đảng bộ ủy Bộ Tài chính nước Cộng hòa xã hội chủ nghĩa Việt Nam | Ban Thường vụ Đảng bộ ủy Bộ Tài chính nước Cộng hòa xã hội chủ nghĩa Việt Nam |
| Đại hội Đảng bộ Bộ Tài chính khóa XXV, nhiệm kỳ 2020-2025                     | Đại hội Đảng bộ Bộ Tài chính khóa XXV, nhiệm kỳ 2020-2025                     | Đại hội Đảng bộ Bộ Tài chính khóa XXV, nhiệm kỳ 2020-2025                     | Đại hội Đảng bộ Bộ Tài chính khóa XXV, nhiệm kỳ 2020-2025                     | Đại hội Đảng bộ Bộ Tài chính khóa XXV, nhiệm kỳ 2020-2025                     |                                                                               |
| Thứ tự                                                                        | Tên                                                                           | Chức vụ Đảng                                                                  | Chức vụ Nhà nước                                                              | Ghi chú                                                                       |                                                                               |
| ----------------------------------------------------------------------------- | ----------------------------------------------------------------------------- | ----------------------------------------------------------------------------- | ----------------------------------------------------------------------------- | ----------------------------------------------------------------------------- | ----------------------------------------------------------------------------- |
| 1                                                                             | Cao Anh Tuấn                                                                  | - Bí thư Đảng ủy - Ủy viên Ban Cán sự                                         | Thứ trưởng Bộ Tài chính                                                       | phụ trách chung                                                               |                                                                               |
| 2                                                                             | Nguyễn Hữu Thân                                                               | - Phó Bí thư thường trực Đảng ủy - Trưởng ban Tuyên giáo Đảng ủy Bộ           |                                                                               | phụ trách Công đoàn Bộ, Hội cựu chiến binh Đoàn thanh niên cơ quan Bộ.        |                                                                               |
| 3                                                                             | Phạm Đức Thắng                                                                | - Phó Bí thư Đảng ủy - Ủy viên Ban cán sự - Trưởng ban Tổ chức Đảng ủy Bộ     | Vụ trưởng Vụ Tổ chức cán bộ                                                   | phụ trách Chi bộ Vụ Tổ chức cán bộ                                            |                                                                               |
| 4                                                                             | Phan Thị Thu Hiền                                                             | - Ủy viên Ban thường vụ                                                       | Vụ trưởng Vụ Tài chính các ngân hàng và tổ chức tài chính                     | phụ trách Đảng bộ cơ quan Kho bạc Nhà nước                                    |                                                                               |
| 6                                                                             | Trần Huy Trường                                                               | - Ủy viên Ban thường vụ - Chủ nhiệm Ủy ban Kiểm tra Đảng ủy Bộ                | Chánh Thanh tra Bộ Tài chính                                                  | phụ trách Đảng bộ Thanh tra Bộ                                                |                                                                               |
| 7                                                                             | Nguyễn Trọng Cơ                                                               | - Ủy viên Ban thường vụ - Bí thư Đảng uỷ Học viện Tài chính                   | Giám đốc Học viện Tài chính                                                   | phụ trách Đảng bộ Học viện Tài chính Chi bộ Trường Bồi dưỡng cán bộ Tài chính |                                                                               |
| 8                                                                             | Đỗ Việt Đức                                                                   | - Ủy viên Ban thường vụ                                                       | Tổng cục trưởng Tổng cục Dự trữ Nhà nước                                      |                                                                               |                                                                               |
| 9                                                                             | Nguyễn Văn Cẩn                                                                | - Ủy viên Ban thường vụ - Bí thư Đảng ủy cơ quan Tổng cục Hải quan            | Tổng cục trưởng Tổng cục Hải quan                                             | phụ trách Đảng bộ cơ quan Tổng cục Hải quan                                   |                                                                               |
| 10                                                                            | Trần Quân                                                                     | - Ủy viên Ban thường vụ - Bí thư Đảng bộ bộ phận Văn phòng Bộ                 | Chánh Văn phòng Bộ Tài chính                                                  | phụ trách Đảng bộ bộ phận Văn phòng bộ                                        |                                                                               |